# قوات الدفاع الجوي (مصر)
قوات الدفاع الجوي المصرية هي إحدى الفروع الرئيسية للقوات المسلحة المصرية، وهي المسئولة عن حماية المجال الجوي المصري ضد أي هجمات جوية معادية. أنشأت القوات طبقاً للقرار الجمهوري الصادر في 1 فبراير 1968 الذي نص على إنشاء قوات الدفاع الجوي كفرع رئيسي ثالث للقوات المسلحة بجانب القوات الجوية والقوات البحرية وكقوة رابعة بجوار القوات البرية والبحرية والجوية، وكانت سابقاً جزءاً من سلاح المدفعية وتحت القيادة العملية للقوات الجوية. تمتلك مصر منظومة حديثة للدفاع الجوي تتميز بالتسليح متنوع المصادر بين الشرقي والغربي والذي ينقسم ما بين الصواريخ المضادة للطائرات بعيدة ومتوسطة وقصيرة المدى والمدفعية المضادة للطائرات ومنظومات الإنذار المبكر والرادارات.
يدخل في خدمة القوات جميع الضباط من خريجي كلية الدفاع الجوي المصرية التي يقع مقرها بمدينة الإسكندرية، ويقع مقر قيادة القوات بمدينة القاهرة ويتولى قيادتها حالياً فريق / محمد حجازي.
تحتفل قوات الدفاع الجوي بعيدها في يوم 30 يونيو من كل عام، وهو اليوم الذي سطر فيه رجال الدفاع الجوي المصري واحدة من أعرق المعارك العسكرية المصرية عام 1970، حين قاموا بإنشاء حائط الصواريخ الحصين، الذي حمى السماء المصرية من هجمات سلاح الطيران الإسرائيلي المتكررة التي أسفرت عن خسائر في أرواح الجنود والمدنيين، ومنها مذبحة بحر البقر التي راح ضحيتها 30 طفل خلال قصف لطائرات الفانتوم الإسرائيلية فوق قرية بحر البقر بمركز الحسينية بمحافظة الشرقية.

## النشأة
عقب تطور دور الطيران خلال وبعد الحرب العالمية الأولى، رأت مصر في ذلك الوقت تكوين قوة محدودة من المدفعية المضادة للطائرات تمكنها من الدفاع عن مدنها الرئيسية ومراكزها الاقتصادية في القاهرة والإسكندرية ضد أي هجمات جوية توجه تضدها.:10 وبدأت مصر في تكوين أول نواة للمدفعية المضادة للطائرات عام 1938 وتشكلت القوات من آلايين مضادين للطائرات مسلحين بمدافع 3 بوصة مضادة للطائرات. ونظراً لأن هذه المدافع لا يمكنها الاشتباك ليلاً إذ لم يكن الرادار قد ظهر بعد على الساحة العسكرية، فتم تكوين 2 آلاي أنوار كاشفة زودت ببواعث أنوار كاشفة قطر 90 سم. وأصبحت المدفعية المضادة للطائرات بشقيها المدافع والأنوار فرعاً من فروع المدفعية.:11:12

## الحروب

### الحرب العالمية الثانية

أسلوب الإنجليز في إعاقة الطائرات الألمانية أثناء الحرب العالمية الثانية

دخلت المدفعية المضادة للطائرات معارك الحرب العالمية الثانية وهي لا تزال في مهد التكوين والتنظيم، وخاضت معارك الدفاع الجوي عن المدن ذات الكثافة السكانية والأهمية الخاصة والتي تمثلت في القاهرة والإسكندرية وبورسعيد والسويس، وبدأت القوات بشقيها من وحدات المدفعية ووحدات الأنوار الكاشفة باحتلال مواقعها حول المدن الأربع بنهاية الربع الأول من عام 1939 وأخذت بالتصدي لهجمات الطيران الإيطالي والألماني حول تلك المدن، ونظراً لضعف نوعية الطائرات المهاجمة علاوة على ضعف مستوى الطيارين، لم تتمكن الطائرات الإيطالية من تنفيذ أية مهام ناجحة ضد المدن المصرية إلا بعض الضربات المحدودة للمناطق السكنية يقابلها إسقاط عدد من الطائرات. في يونيو 1941 قام الطيران الألماني بتطوير هجماته على مصر بضراوة لإحداث تأثير معنوي ومادي لصالح دول المحور نتج عنه خسائر ضخمة بالأرواح والممتلكات ولم ينجح في تحقيق إصابات فعلية بالأهداف العسكرية والمرافق والموانئ نظراً للمقاومة الشرسة من جانب المدفعية المضادة للطائرات التي أرغمت الطائرات المغيرة على إسقاط قنابلها بعيداً عن الأهداف الحيوية. مكنت تلك الهجمات المستمرة قوات المدفعية المضادة للطائرات من اكتساب الخبرة العملية والتعرف على مواطن القصور التكتيكي والعمل على حلها، فقامت باستبدال المدافع المضادة للطائرات من عيار 3 بوصة بنظيرتها من عيار 3.7 بوصة بنوعيها الثابت والمتحرك، وطورت تكتيكها إلى أسلوب الضرب بالغلالة والذي يعتمد على إنشاء ستارة مكثفة من النيران في نقطة معينة على امتداد خط سير الطائرة قبل وصولها إلى خط إسقاط القنابل، وتوجه إلى هذه النقطة نيران جميع مدافعها في توقيت محدد يتم تعيينه وفقاً لسرعة الطائرة المهاجمة والمسافة التي تم اكتشافها عليها، مما أسفر عن نتائج جيدة في ذلك الحين بسبب السرعة المحدودة لنوعية الطائرات في ذلك الوقت وبراعة الجنود المصريين في إدارة ضرب النار. وإزاء هذا النجاح والمجهود الكبير الذي بذله ضباط المدفعية المضادة للطائرات كافأتهم القيادة بإرسالهم إلى بعثات علمية للاستزادة من فنون المدفعية المضادة للطائرات بمدرسة المدفعية المضادة للطائرات البريطانية بالشرق الأوسط، وهناك أثبت الضباط المصريون قدرتهم العالية وتفوقهم العلمي.:15:23

### حرب 1948
عقب إعلان الملوك والرؤساء العرب تدخل الجيوش العربية لتحرير فلسطين من الاحتلال الصهيوني، صدرت الأوامر للعديد من وحدات الجيش المصري مع بداية شهر مايو 1948 بالتوجه إلى الحدود الشرقية لدخول الحرب وكان من ضمن هذه القوات عدد من وحدات المدفعية المضادة للطائرات الخفيفة ومتوسطة العيار والتي تمثلت مهمتها في توفير الوقاية للوحدات البرية ضد أي هجمات جوية تقوم بها القوات الإسرائيلية، ونجحت المدفعية المضادة للطائرات في تنفيذ دورها كاملاُ ولم تمكن الطيران الإسرائيلي ذو القوة المحدودة في ذلك الوقت من التأثير على سير المعارك، وإزاء الخسائر التي حاقت بالطيران الإسرائيلي أصبح في إمكان المدفعية المضادة للطائرات أن تقدم المعاونة للقوات البرية في مهام أخرى عدا الحماية الجوية فاستخدمت كمدفعية مضادة للدبابات وكمدفعية ميدان وخاصة في قصف الدشم المحصنة وخزانات مياه المستعمرات الصهيونية.:55:60

### حرب 1956

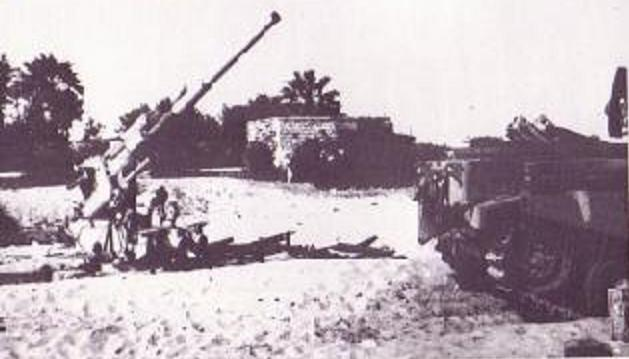
مدفع مصري مضاد للطائرات إبان العدوان الثلاثي

عقب قيام ثورة 23 يوليو 1952 اتجهت مصر إلى إقامة جيش وطني قوي، وأدى هذا الاتجاه إلى دخول المدفعية المضادة للطائرات إلى عصر الرادار وبذلك أصبح للقوات القدرة على الاشتباك ليلاً أو نهاراً على حد سواء وكذلك في ظروف الرؤية الصعبة بكفاءة بالإضافة إلى اكتشاف الطائرات المعادية عن بعد. في أواسط عام 1956 بدأ تشكيل عدد لا بأس به من وحدات المدفعية الخفيفة والمتوسطة المضادة للطائرات. وعقب اندلاع العدوان الثلاثي على مصر قابلت قوات المدفعية المضادة للطائرات تكنولوجيا متطورة لم يضاهيها تسليحها الذي يعود إلى تكنولوجيا الحرب العالمية الثانية، فنالت الطائرات المعادية الحديثة من العربات والجنود بمدافعها الرشاشة في غارات متواصلة ومن على ارتفاعات منخفضة ومتوسطة، إلا أن جنود قوات المدفعية المضادة للطائرات ألحقوا بالقوات المعادية أكبر خسائر ممكنة على الرغم من قلة تدريبهم وضعف عتادهم فأسقطوا العديد من الطائرات بالقاهرة والإسكندرية وسيناء ونصبوا فخاً للطائرات التي حاولت قصف المعابر التي تصل سيناء بوادي النيل داخل مدينة السويس، وفي بورسعيد استطاعت القوات الصمود لعدة أيام أمام الهجمات الجوية المكثفة لطائرات العدوان الثلاثي، كما اشتركت في عمليات المقاومة الشعبية.:61:65

### حرب 1967

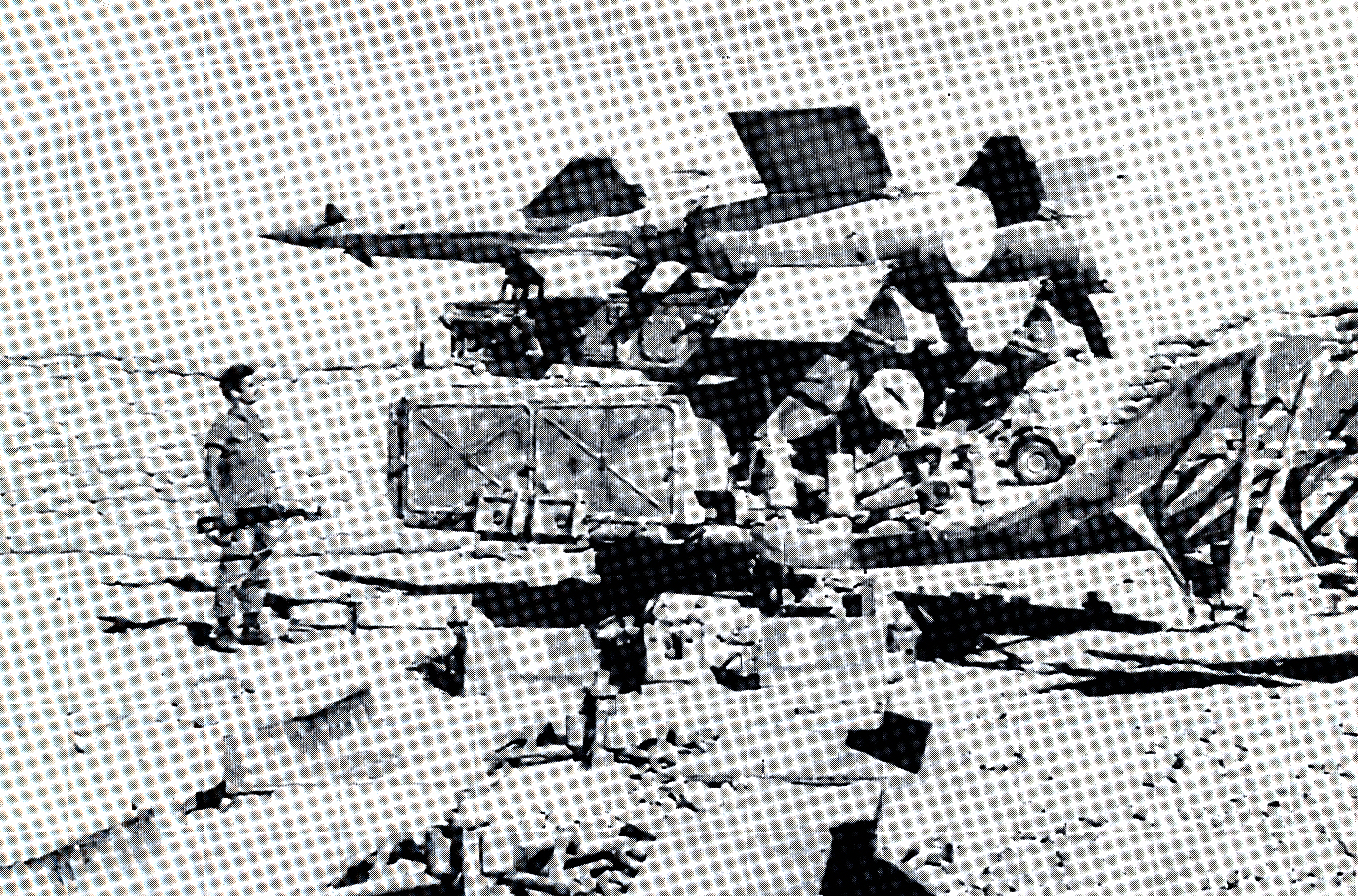
موقع للصواريخ المصرية التي استولت عليها إسرائيل خلال حرب 67

في 5 يونيو 1967 قام الطيران الإسرائيلي بتنفيذ ضربة جوية مركزة على الجبهة المصرية بسيناء مستغلاً نواحي القصور في نظام الدفاع الجوي المصري الذي لم يكن قد نشأ بعد وقلة إمكانات القوات الجوية المصرية وقتئذ، وعلى الرغم من حصول مصر على بعض قواعد الصواريخ المضادة للطائرات إلا أنها لم تكن إلا خطوة على طريق طويل من التسليح المتنوع المضاد للطائرات الذي كان يجب أن تمتلكه قوات الدفاع الجوي المصري لإحكام السيطرة والدفاع عن الأجواء المصرية حينئذ، حيث افتقدت إلى كل من المدفعية المضادة للطائرات بأعيرتها المختلفة والصواريخ مختلفة المدى وشبكة الإنذار المبكر والأسلحة الكافية للدفاع عن الأهداف الحيوية بالدولة والمقاتلات الجوية الحديثة التي تعترض الهجمات الجوية بكفاءة والقادة والأطقم المدربين للعمل على تلك المعدات والأسلحة. وبذلك لم يواجه الطيران الإسرائيلي أي مقاومة تذكر إلا من المدفعية المضادة للطائرات التي يعود تاريخ تصنيعها إلى الحرب العالمية الثانية والتي لا تصلح للتعامل مع الطائرات المقاتلة الحديثة ذات السرعات العالية، مما أسفر عن خسائر مؤلمة في الأرواح والأرض والمعدات.:66:69

### حرب الاستنزاف

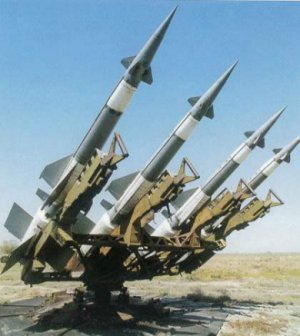
صواريخ مصرية من نوع بيتشورا سام 3 مضادة للطائرات في محيط قناة السويس

عقب حرب 1967 اتخذت مصر قراراً بإعادة تنظيم وتطوير قواتها المسلحة، واشتملت تلك القرارات على القرار الجمهوري رقم 199 الصادر في 1 فبراير 1968 بإنشاء قوات الدفاع الجوي المصري كفرع رئيسي وقوة مستقلة قائمة بذاتها بعد أن كانت أسلحتها ووحداتها متفرقة بين الإدارات والقوات فالمدفعيات والصواريخ كانت تتبع إدارة المدفعية ووحدات الرادار والإنذار ومراكز العمليات كانت تتبع القوات الجوية ونقاط المراقبة بالنظر كانت تتبع قوات حرس الحدود. وحصرت جميع الوسائل والأسلحة والمعدات المضادة للهجمات الجوية تحت قيادة واحدة ضماناً للتنسيق وتوحيداً للمسئولية وتحقيقاً للنجاح، وفي 23 يونيو 1969 عين الفريق / محمد علي فهمي كأول قائد للقوات حديثة النشأة، والذي تحمل على عاتقه مهمة إعادة تنظيم القوات وتدبير الكوادر وتدريب الأفراد والارتفاع بمستواهم التعبوي والتكتيكي والفني، مع تكوين قاعدة تكنولوجية عريضة قادرة على استيعاب أسلحة الدفاع الجوي الحديثة في أسرع وقت ممكن بهدف حرمان إسرائيل من تفوقها الجوي.:79:89

#### شبكة الإنذار
تطلب تطوير نظام الدفاع الجوي المصري إنشاء شبكة إنذار بعيدة المدى لاكتشاف أي طائرة معادية تقترب من المجال الجوي المصري وتوفير الوقت الكافي لتحذير قواعد الصواريخ ومواقع المدفعية، وتأمين تيار المعلومات اللازم لكي تعمل تلك المعدات والأسلحة بكفاء. فنجحت مصر في توفير أعداداً كبيرة ومتعددة من وسائل الإنذار واستخدامها في تنسيق وتعاون متكاملين وتعزيزها بشبكة من نقط المراقبة بالنظر وتجهيزها بشبكة مواصلات مرنة وحمايتها ضد الهجمات الإسرائيلية الإلكترونية.:90

#### حائط الصواريخ

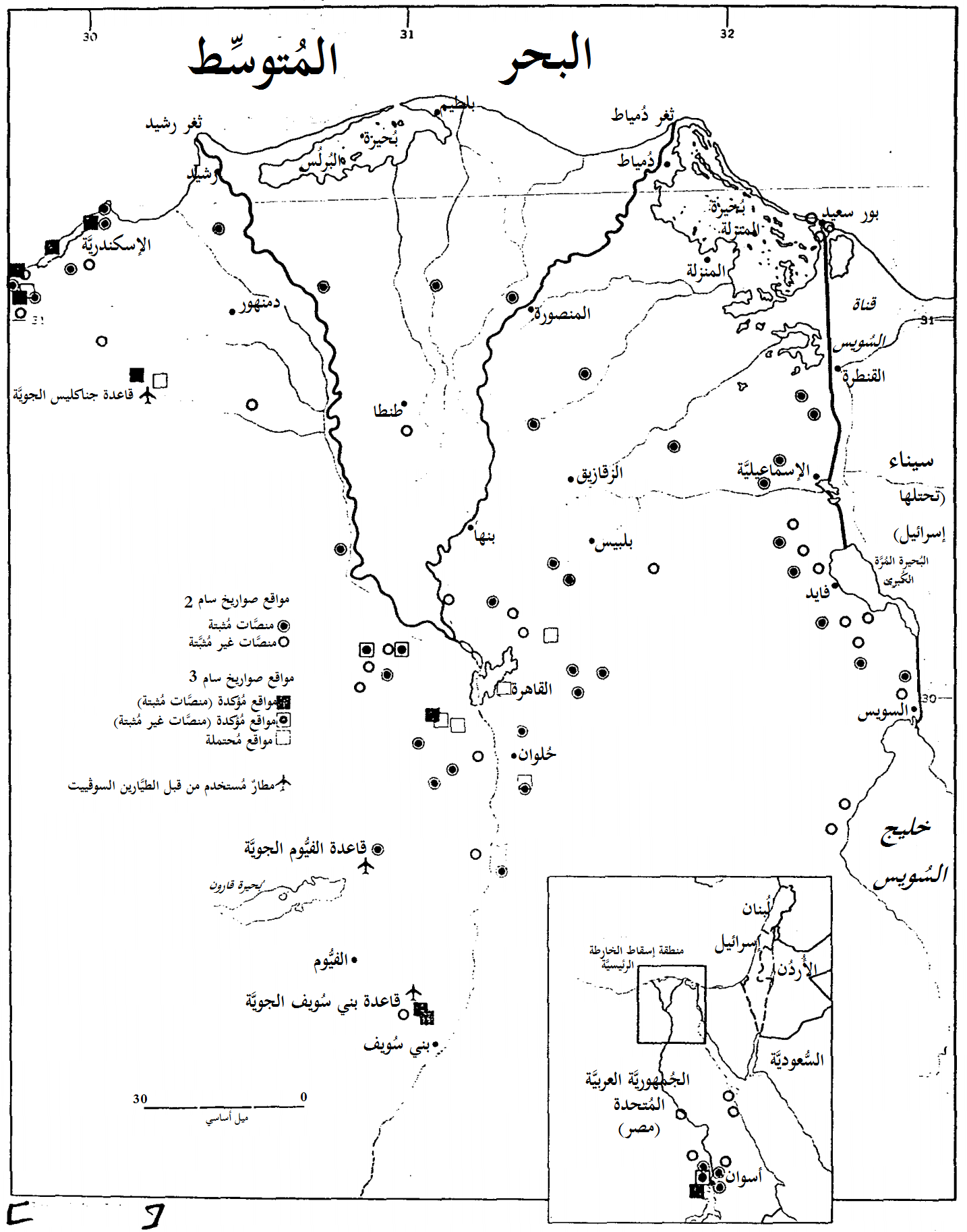
تقدير للمخابرات المركزية الأمريكية عن مواقع صواريخ سام السوفييتية في مصر اعتباراً من مايو 1970

بدأت القيادة العامة للقوات المسلحة في دعم قيادة الدفاع الجوي بأنواع حديثة من الأسلحة والمعدات الإلكترونية والصواريخ المضادة للطائرات التي تطير على ارتفاعات منخفضة، وتابع رجال الدفاع الجوي إنشاء المواقع الحصينة على اتساع رقعة الدولة من أسوان إلى الإسكندرية ومن بورسعيد إلى مطروح، وكرست الدولة إمكانياتها المادية والهندسية لبناء تلك المواقع في أقصر وقت ممكن مع تجهيز الطرق وإقامة المواصلات السلكية واللاسلكية. وركزت القيادة الإسرائيلية ضرباتها الجوية على خط القناة بهدف التمسك بخطوط وقف إطلاق النار وإحكام قبضتها على تلك الجبهة، وتحددت مهام القوات الجوية الإسرائيلية في تدمير المواقع العسكرية المصرية وخاصة مرابض مدفعية الميدان، ومنع إقامة قواعد جديدة للصواريخ المضادة للطائرات في منطقة القناة، وعزل المناطق الهامة على الجبهة المصرية وشل أي تحركات تهدف إلى إدخال قوات أو حشدها في المنطقة. ولمواجهة تلك الضربات الجوية المركزة قامت قوات الدفاع الجوي بالتحرك لإدخال الصواريخ المضادة للطائرات إلى منطقة القناة، وإنشاء حائط الصواريخ المضادة للطائرات باستخدام أسلوب الزحف البطيء على وثبات وذلك بإنشاء تحصينات كل نطاق واحتلاله تحت حماية النطاق الخلفي له، وتم إنشاء مواقع النطاق الأول شرق القاهرة وإنشاء ثلاثة نطاقات أخرى تمتد إلى منتصف المسافة بين القاهرة وجبهة القناة، وأنشئ لذلك التحصينات الميدانية اللازمة لعدد 24 قاعدة صواريخ، وجهزت مراكز القيادة والسيطرة والمواقع بوسائل الاتصال اللازمة وتم تمهيد الطرق والمدقات، وتحريك قواعد الصواريخ واحتلالها لمواقعها ومعها وسائل الدفاع المباشرة المضادة للطائرات ووسائل الإنذار اللازمة، مع تنفيذ خطة خداع للضربات الجوية الإسرائيلية وامتصاصها بإنشاء مواقع هيكلية. وفي صباح 30 يونيو 1970 فوجئت الطائرات الإسرائيلية المغيرة بالصواريخ المصرية التي كبدت سلاح الجو الإسرائيلي خسائر كبيرة، ليصبح حائط الصواريخ حقيقة واقعة، وصرحت رئيسة وزراء إسرائيل جولدا مائير «أن كتائب الصواريخ المصرية كعش الغراب، كلما دمرنا أحدها نبتت بدلها أخرى». ومقابل تلك الخسائر الكبيرة التي وقعت سعت إسرائيل وراء وقف إطلاق النار، إلا أن قوات الدفاع الجوي تمكنت في الساعات القليلة التي سبقت يوم تنفيذ وقف إطلاق النار في 8 أغسطس 1970 من استكمال حائط الصواريخ على الصورة النهائية له.:106:118

#### أسبوع تساقط الفانتوم
عقب إنشاء حائط الصواريخ واعتبارا من 30 يونيو 1970 وخلال الأسبوع الأول من شهر يوليو تمكنت صواريخ الدفاع الجوي المصري من إسقاط العديد من الطائرات طراز فانتوم، وسكاي هوك، وأسر العديد من الطيارين الإسرائيليين وكانت هذه أول مرة تسقط فيها طائرة فانتوم، فأطلقت وسائل الإعلام المصرية على ذلك الأسبوع «أسبوع تساقط الفانتوم».

### حرب أكتوبر

#### تحريك قواعد الصواريخ

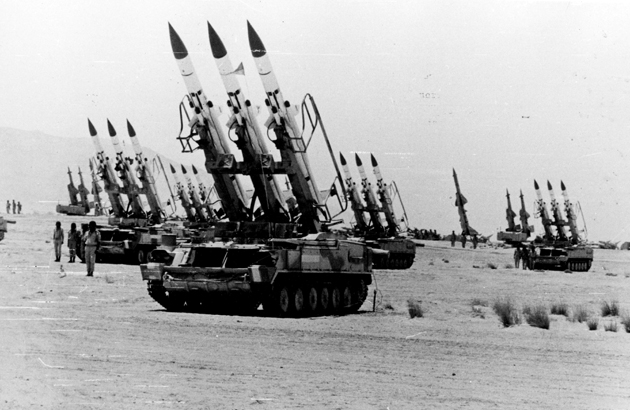
منظومة سام 6 مصرية في حرب أكتوبر

استمرت قوات الدفاع الجوي في التخطيط لمعركة العبور والتحرير التي تغطي مختلف النشاطات بما يضمن إعداد القادة والمقاتلين وتهيئة المعدات والأسلحة ووسائل الاتصالات ومسرح العمليات ليؤدي كلٌ دوره في المعركة بأكبر قدر من الكفاءة والإتقان مع تكوين الاحتياطيات اللازمة من الذخائر والمعدات وقطع الغيار لضمان الاستمرار في المعركة تحت جميع الظروف. وقابل إعداد تلك الخطة مشكلة خطيرة تتمثل في أن معظم قواعد الصواريخ التي تمتلكها مصر مصممة للدفاع عن أهداف حيوية ثابتة وبالتالي تستغرق وقتاً طويلاً لإعدادها للتحرك وتجهيزها للاشتباك، كما أنها تتميز بضخامة الحجم وبالتالي يسهل تعرضها للإصابة مما يتطلب ضرورة إقامتها في مواقع حصينة لتوفير الوقاية اللازمة لها، وكل ذلك يتعارض مع الفعاليات الواقعية لمعركة العبور لأن الهدف المطلوب الدفاع الجوي عنه هو الحشود الرئيسية للقوات البرية ذات الطبيعة الهجومية المتحركة التي تتطلب في ذات الوقت حماية متحركة، وما دام الدفاع الجوي غير قادر على متابعة التقدم لتوفير الغطاء الجوي اللازم للقوات البرية أثناء العمليات الهجومية، فستصبح تلك القوات فريسة سهلة لطيران إسرائيل المتفوق. وكان الخيار السهل هو توفير أسلحة دفاع جوي هجومية متحركة بما يتفق مع احتياجات المعركة، إلا أن مصادر التسليح لم تمكن مصر من امتلاك هذا النوع من التسليح، ولكن قوات الدفاع الجوي واجهت تلك العقبة عن طريق تطويع المعدات التي تملكها لتتماشى مع متطلبات العمليات المقبلة، مع التركيز على تدريب الفرد المقاتل لتصل القوات بالأزمنة اللازمة لتجهيز المعدات للتحرك والاشتباك إلى أقل من ربع الأزمنة المحددة بواسطة صانع السلاح، كما تمكن مهندسو الدفاع الجوي من إدخال بعض التعديلات الفنية على المعدات لتسهيل عملية تجهيزها للتحرك والاشتباك، وتشكلت مجموعات خاصة من وحدات الإنشاءات لترافق قواعد الصواريخ في انتقالاتها لتوفر لها أكبر قدر من الوقاية عند اشتراكها في العمليات الهجومية بطابعها السريع والمتنقل، وزودت تلك المجموعات بمعدات هندسية خاصة وتم تدريبها بحيث تنتهي من تجهيز موقع قاعدة الصواريخ في ساعات قليلة، كما تم إعداد مراكز قيادة متحركة لإدارة نيران تلك القواعد والسيطرة عليها أثناء العمليات الهجومية. وهو الأمر الذي جعل اشتراك تلك القواعد في حرب أكتوبر ممكناً، وسبب ارتباكاً للقوات الجوية الإسرائيلية وهي تفاجأ كل يوم بمزيد من مواقع الصواريخ الجديدة.:125:131

#### دور القوات

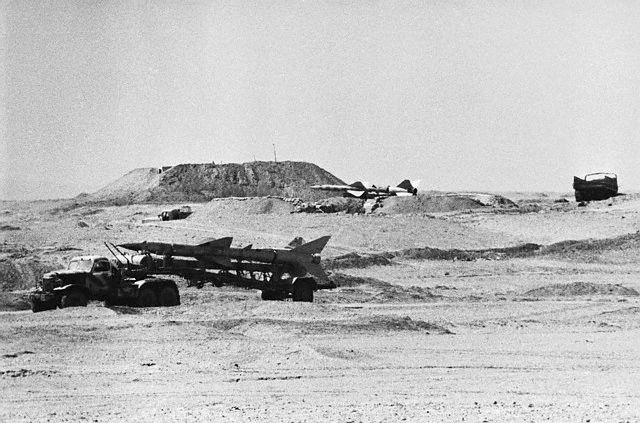
صواريخ المصرية أثناء النقل في سيناء خلال حرب أكتوبر

وجب على قوات الدفاع الجوي المصرية الاستعداد لمواجهة قوة الردع الرئيسية لدى إسرائيل وهي القوات الجوية الإسرائيلية في كامل قوتها حيث لم يكن بمقدور القوات الجوية المصرية الوصول بالأنواع التي تمتلكها من الطائرات إلى القواعد الجوية الرئيسية في إسرائيل وإنزال خسائر بمعداته وطائراته، في حين كانت الولايات المتحدة تعوض جميع خسائر سلاح الطيران الإسرائيلي التي تقع بسبب الدفاع الجوي المصري، ولمواجهة تلك الحقيقة كان على القيادة العامة للقوات المسلحة التخطيط لإحراز المفاجأة وحرمان إسرائيل من التمتع بمزايا الضربة الأولى، وكان على الدفاع الجوي أن يحرم إسرائيل من المعلومات التي يحصل عليها بواسطة طلعات الاستطلاع الجوي التي تطير شرق القناة لالتقاط الصور عن أوضاع وتحركات القوات المصرية على الضفة الغربية، فمد الدفاع الجوي سيطرته على المجال الجوي من غرب القناة إلى شرقها، وكبدت إسرائيل خسائر متلاحقة في طائرات استطلاعه، فيما تمثل الدور الرئيسي للدفاع الجوي المصري في خطة معركة العبور في تأمين تدفق هجوم القوات المصرية على طول خط القناة ومده إلى جنوب قناة السويس حتى مسافة 130 كم على امتداد الساحل الشرقي لخليج السويس ودفعه في عمق سيناء حتى مسافة 50 كم شرقاً، لإرغام إسرائيل على توزيع ضرباته الجوية الموجهة ضد القوات المصرية بما يضمن إضعاف تأثيرها، بالإضافة إلى أن مسرح عمليات الدفاع الجوي لا يقتصر على جبهة القناة وسيناء بل يمتد ليشمل كل رقعة على الأرض المصرية، حيث ستظل المراكز السياسية والاقتصادية الحيوية في عمق الدولة والقواعد الجوية والبحرية هدفاً لهجمات إسرائيل الجوية لكي يحقق بها تأثيراً معنوياً على القوات المصرية والشعب المصري ويربك بها قيادته، كما كان على القوات التخطيط للدفاع الجوي عن المعابر والكباري على القناة التي كان من المؤكد أن إسرائيل سيعمل على تركيز مجهوده الجوي عليها خلال الساعات الأولى من المعركة لإفشال عملية عبور القوات البرية، بالإضافة إلى التنسيق المستمر مع القوات الجوية بغرض تحقيق المهمة المشتركة وهي تدمير القوات الجوية المعادية، وتوفير الإنذار الجوي المناسب لجميع القواعد الجوية والمطارات وتأمين أعمال توجيه المقاتلات والرادار لاعتراض الطائرات المعادية، وتأمين الطائرات المقاتلة المصرية من وسائل الدفاع الجوي المصرية.:135:149

#### معركة العبور

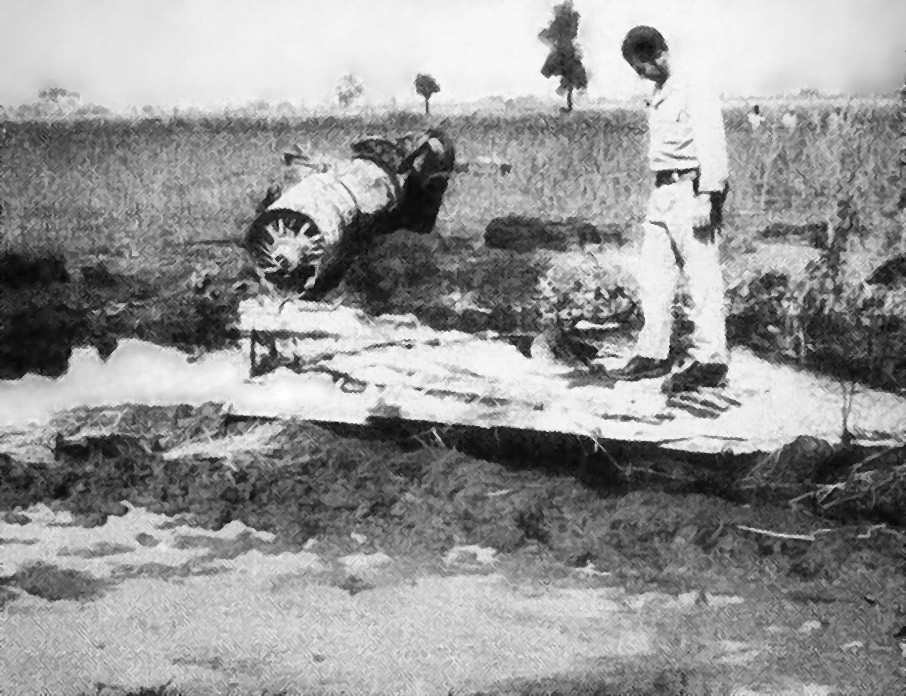
حطام طائرة ميراج إسرائيلية خلال حرب أكتوبر

في يوم السبت الموافق السادس من أكتوبر 1973 والعاشر من رمضان أصدر قائد قوات الدفاع الجوي الأمر الكودي «جبار» لكي يفتح قادة التشكيلات المظاريف السرية التي سلمت إليهم في اليوم السابق، والتي احتوت على خريطة للقطاع الذي يعمل فيه كل تشكيل موضحاً عليها البيانات والتوقيعات الخاصة بالضربة الجوية الأولى للقوات الجوية المصرية، وشرع قادة التشكيلات في اتخاذ الإجراءات والوسائل التي طالما تدربوا عليها. وفي تمام الساعة الثانية وخمس دقائق ظهراً عبرت الطائرات المصرية قناة السويس متجهة إلى أهدافها المحددة، فيما قامت في نفس الوقت الآلاف من مدافع الميدان بقصف مركز على خط بارليف ونقطه الحصينة، وفي تمام الساعة الثانية وعشرين دقيقة بدأت الموجات الأولى من جنود المشاة تعبر قناة السويس على امتدادها من بورسعيد شمالاً إلى السويس جنوباً، بينما كانت الطائرات المقاتلة المصرية في طريق عودتها إلى قواعدها بعد تنفيذ الضربة الجوية الناجحة التي أثرت بإسرائيل في اللحظات الأولى من المعركة، في حين كان الصمت والسكون يسيطر على مواقع الدفاع الجوي المصري في انتظار الهجوم المضاد من قبل الطيران الإسرائيلي، الذي بدأت تظهر بوادره على شاشات الرادار المصري اعتباراً من الساعة الثانية وأربعين دقيقة، فقامت الصواريخ المضادة للطائرات بإسقاط الطائرات الإسرائيلية الواحدة تلو الأخرى، واستمر الحال خلال الساعات التالية التي كان تدفع بها إسرائيل بطائراتها على طول الجبهة لتحاول ضرب وإعاقة تقدم القوات المصرية وتدمير جسورها ومعابرها، وقوات الدفاع الجوي المصري تواجه هجمات إسرائيل وتوقع بطائراته وطياريه، وفي تمام الساعة الخامسة مساءً أصدر قائد القوات الجوية الإسرائيلية أوامره لطياريه بتفادي الاقتراب من القناة لمسافة تقل عن 15 كم شرقاً. وعند حلول الظلام لم تجد القوات الإسرائيلية بداً من القبول بمزيد من الخسائر واستأنفت هجماتها الجوية ضد القوات المصرية التي نجحت في عبور القناة محاولةً منعها من إقامة المزيد من الكباري والمعابر لتعزيز نجاحها، إلا أن جميع تلك المحاولات باءت بالفشل نتيجة للاشتباكات الناجحة لشبكة الدفاع الجوي المصري.:150:156

#### الدفاع عن القواعد الجوية المصرية
في اليوم الثاني للمعركة صباح السابع من أكتوبر 1973 خططت القيادة الإسرائيلية لتفادي حائط الصواريخ المصري على جبهة القناة وتوجيه ضربة جوية للطائرات والقواعد الجوية المصرية البعيدة عن هذا الخط الدفاعي الحصين وتكرار نفس مشهد الضربة الجوية القاصمة التي وجهها الطيران الإسرائيلي للطائرات المصرية خلال حرب 1967 وبذلك تنتهي الحرب. وعلى ذلك اقتربت الطائرات الإسرائيلية على ارتفاعات منخفضة فوق البحر المتوسط لتهاجم المطارات المصرية بشمال الدلتا ووسطها وفوق البحر الأحمر لتهاجم المطارات المصرية بالصحراء الشرقية، بهدف التملص من شبكة الرادار المصرية وتحقيق عنصر المفاجأة، إلا أن قوات الدفاع الجوي المصري توقعت شن إسرائيل لهجمات مماثلة ووفرت الغطاء الجوي الملائم لكل هدف حيوي على الأرض المصرية رغم اتساعها، فوجدت الطائرات الإسرائيلية المقاتلات الاعتراضية المصرية في انتظارها ومن نجح بالإفلات وحاول التسلل على ارتفاع منخفض واجهته نيران المدفعية المضادة للطائرات والصواريخ المحمولة كتفاً، فإذا ما حاول الارتفاع تلقته صواريخ سام بضربة قاتلة، فآثر من تبقى من الطيارين الإسرائيليين الانسحاب وألقوا بحمولاتهم أينما كانوا وعادوا إلى قواعدهم، وظلت المطارات المصرية سليمة تواصل دورها في معركة العبور.:157:158

#### ثغرة الدفرسوار
طورت القوات المصرية يوم 14 أكتوبر هجومها نحو المضائق شرق القناة بهدف تخفيف الضغط عن الجبهة السورية، إلا أن مواجهة 900 دبابة معادية بقوة 400 دبابة فقط وخارج غطاء الدفاع الجوي المصري وتحت سيطرة جوية معادية كانت مغامرة غير ناجحة كبدت القوات المصرية في ذلك اليوم خسائر وصلت إلى 250 دبابة، كما أدت تلك الخطوة إلى الإخلال بحجم القوات المصرية المتمركزة غرب القناة. وعبر عملية استطلاع جوي خارج مدى الدفاع الجوي المصري والتي تعدى ارتفاعها 30 كم تحققت القيادة الإسرائيلية من خلو منطقة غرب القناة من الدبابات تقريباً، فقامت بتطوير هجوم مباغت على الضفة الغربية للقناة فيما عرف باسم «ثغرة الدفرسوار» والتي قامت خلالها القوات الإسرائيلية بمهاجمة كتائب الصواريخ المضادة للطائرات يومي 15 و16 أكتوبر بواسطة الدبابات فيما لم يتوفر لدى تلك الكتائب التغطية الكافية من الدبابات المصرية لحمايتها، مما أفسح المجال أمام القوات الجوية الإسرائيلية للعمل غرب القناة فاستطاعت القوات الإسرائيلية بذلك تحقيق هجوم مضاد تمكنت به من حصار الجيش الثالث الميداني. إلا أن القيادة المصرية تداركت الموقف واستطاعت القوات المصرية المتمركزة غرب القناة حصار القوات الإسرائيلية بالثغرة وخاضت ضدها معارك ضارية وحالت بينها وبين محاصرة الجيش الثاني ومنعتها من احتلال الإسماعيلية والسويس وكبدتها خسائر فادحة في الدبابات والأفراد. وبعد مباحثات الفصل بين القوات تم القبول بوقف إطلاق النار وقررت إسرائيل الانسحاب من الثغرة وفك الحصار المفروض على الجيش الثالث وظلت رؤوس الكباري المصرية الموجودة شرق القناة كما هي.:272:285:72:79

## المنشآت التابعة

شعار كلية الدفاع الجوي

- معهد الدفاع الجوي: يقوم المعهد على تأهيل وإعداد الضباط من خريجي كلية الدفاع الجوي لتولي الوظائف القيادية المختلفة. ويحتوي على العديد من الفصول التعليمية وقاعات التدريب العملي المزودة بمقلدات التدريب الحديثة، كما يقوم المعهد بعقد دورات متخصصة لتأهيل ضباط الدفاع الجوي للحصول على ماجستير العلوم العسكرية من كلية القادة والأركان.[11][24]
- مركز تدريب الدفاع الجوي المشترك.[25]
- مركز الرماية والتدريب التكتيكي: هو مركز لتدريب قوات الدفاع الجوي، ويعد من أحدث مراكز الرماية وأكبرها في الشرق الأوسط. وتم تطويره ليكون مجهزاً بمنشآت دائمة مزودة بأحدث الأنظمة والكاميرات السريعة التي تمكن من تقييم وتحليل نتائج الرماية بصورة دقيقة. تم تصميم المركز بما يسمح لجميع أنواع الصواريخ والمدفعية المضادة للطائرات بتنفيذ الرمايات الحقيقية باستخدام طائرات هدفية ذات مواصفات مختلفة وذلك بهدف رفع كفاءة القوات والوصول بها إلي أعلى مستويات التدريب من مستوي الطاقم حتى مستوي الكتيبة وذلك من خلال معسكرات تدريب يتم أثنائها تنفيذ تدريب عملي على جميع الإجراءات التي تضمن تنفيذ الرماية الناجحة.[11][26]
- مركز البحوث الفنية والتطوير: هو المسئول عن التحديث والتطوير وإضافة التعديلات المطلوبة على معدات الدفاع الجوي بالاستفادة من خبرات الضباط المهندسين والفنيين والمستخدمين للمعدات حيث يقوم المركز بإقرار عينات البحوث وتنفيذها عملياً بدءاً بإجراء الاختبارات المعملية ثم الاختبارات الميدانية للوقوف على مدى صلاحيتها للاستخدام الفعلي الميداني بواسطة مقاتلي الدفاع الجوي، ويقوم المركز أيضاً بتطوير معدات الدفاع الجوي من خلال مراحل متكاملة بهدف استخدام التكنولوجيا الحديثة والاستفادة من أحدث التقنيات العلمية بما يحقق الارتقاء بمستوى الأداء.[27][28]
- القرية الأوليمبية: القرية الأوليمبية لقوات الدفاع الجوي هي منشأة رياضية واجتماعية متكاملة تم افتتاحها في 2 يوليو 2012 بهدف الاهتمام بشئون الفرد المقاتل داخل قوات الدفاع الجوي للترفيه عن الضباط وضباط الصف والجنود.[11][29][30]
- دار الدفاع الجوي: هي أحد المنشآت الاجتماعية التي شيدت بهدف خدمة ضباط وأفراد الدفاع الجوي وأسرهم.

## المناورات التدريبية

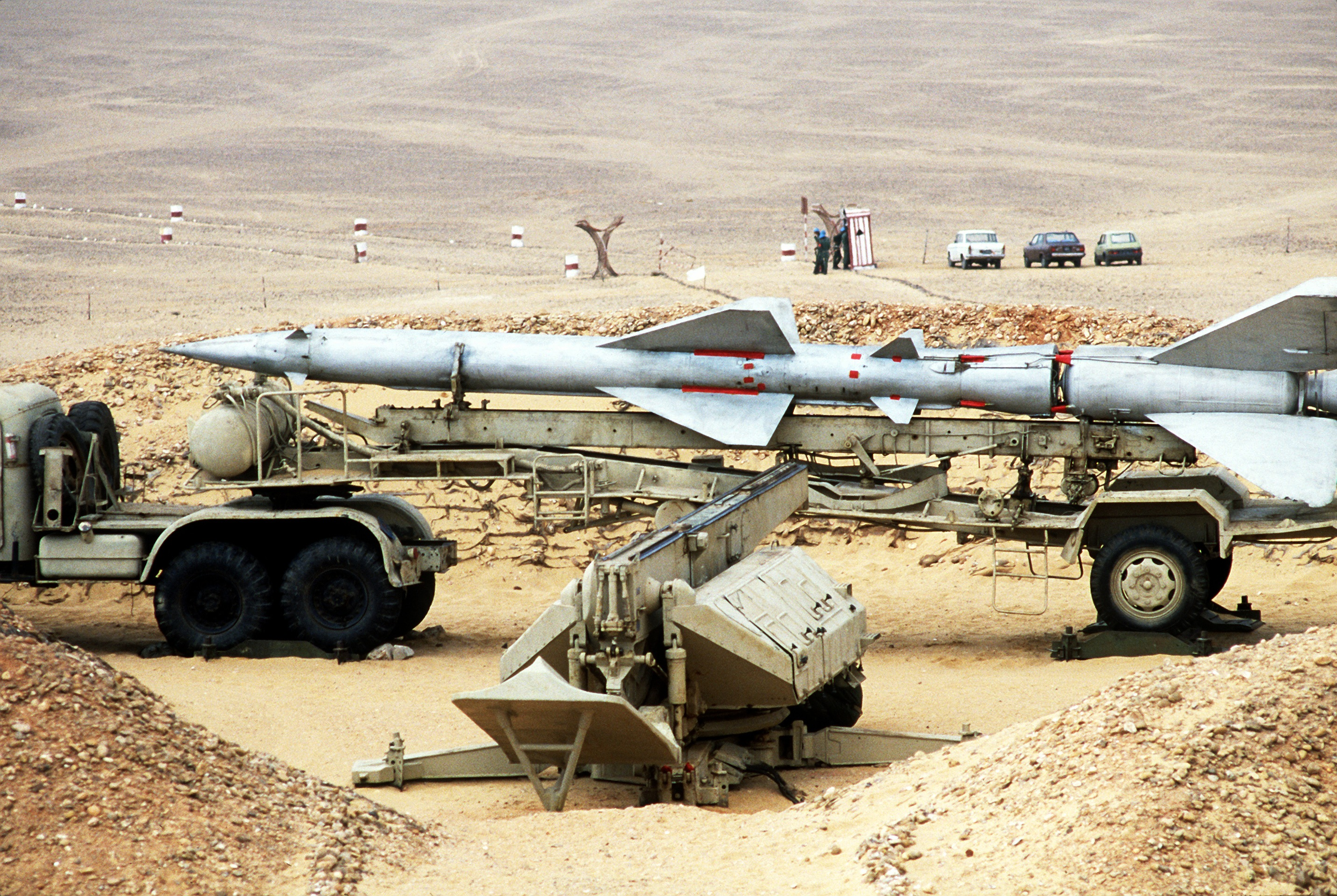
صاروخ سام 2 مصري خلال مناورات النجم الساطع

تعد الرماية الفعلية بالذخيرة الحية للأنظمة والمعدات الصاروخية لقوات الدفاع الجوي خلال أنشطة المناورات التدريبية من أرقي مستويات التدريب القتالي للوحدات والتشكيلات والتي يتم من خلالها تقييم قدرة ومهارة العناصر المنفذة على التصدي للتهديدات والعدائيات الجوية المختلفة، والتي تتطلب تنظيم التعاون والتنسيق الجيد مع الأفرع الرئيسية والتشكيلات التعبوية، وفقا لمنظومة معركة الأسلحة المشتركة الحديثة. وتتمثل تلك الأنشطة التدريبية في تنفيذ الرماية من مختلف الأسلحة والتخصصات للتصدي لهجمات جوية معادية والدفاع عن عدد من المنشآت والأهداف الحيوية، وذلك بمشاركة الأنظمة الصاروخية والمدفعية المضادة للطائرات المعاونة للتشكيلات البرية في تنفيذ الرماية على العديد من الأهداف الجوية وإصابتها بكفاءة عالية لتعكس ما وصلت إليه القوات المشاركة من كفاءة وسرعة ودقة في رصد وتمييز الأهداف المعادية والتعامل معها وتدميرها. ومن أمثلة تلك المناورات التي تشترك فيها قوات الدفاع الجوي مع باقية أفرع القوات المسلحة: مناورات النجم الساطع، مناورات بدر، مناورات رعد، مناورات جاسر.

### معركة سيد الدفاع الجوي
هي مجموعة من الألعاب العسكرية الدولية تنظمها وزارة الدفاع الروسية على الأراضي الروسية وتشارك فيها قوات الدفاع الجوي المصرية بجانب قوات الدفاع الجوي لعدة دول منها الصين وباكستان وفنزويلا وبيلاروسيا بالإضافة إلى روسيا الدولة المنظمة. تتضمن المسابقة أنشطة الرماية وضرب الأهداف الجوية باستخدام منظومات الدفاع الجوي الروسية المحمولة كتفاً «إيجلا» و«تونجوسكا»، فضلا عن معدات عسكرية روسية أخرى، يحضر المسابقة أكثر من 100 عسكري وتشمل أكثر من 70 وحدة من الأسلحة والمعدات العسكرية.

## الدور السياسي
مرت مصر بتغيرات سياسية متعاقبة خلال أحداث 25 يناير و30 يونيو، شاركت فيها قوات الدفاع الجوي عن طريق تأمين المواطنين ليل نهار وحفظ الأمن، والقبض على بعض المجرمين الهاربين من السجون والمتسللين والمخربين. من خلال قواتها المنتشرة في كافة ربوع الدولة، وذلك باعتبارها أحد الأفرع الرئيسية للقوات المسلحة. كما ساهمت قوات الدفاع الجوي في تأمين جميع مراحل العمليات الانتخابية منذ 25 يناير 2011، بالإضافة إلى حماية الأهداف الحيوية والاشتراك في تأمين منشآت الدولة ومرافقها، فضلاً عن دور أفراد عناصر المراقبة الجوية المنتشرين على حدود مصر المختلفة في الإبلاغ عن أي عناصر تسلل لحدود مصر البرية والبحرية والجوية في منظومة متكاملة مع عناصر قوات حرس الحدود، يضاف إلى ذلك قيام قوات الدفاع الجوي بتأمين أعمال قتال القوات الجوية أثناء تنفيذ المهام المكلفة بها في مكافحة الإرهاب بسيناء.

## القادة

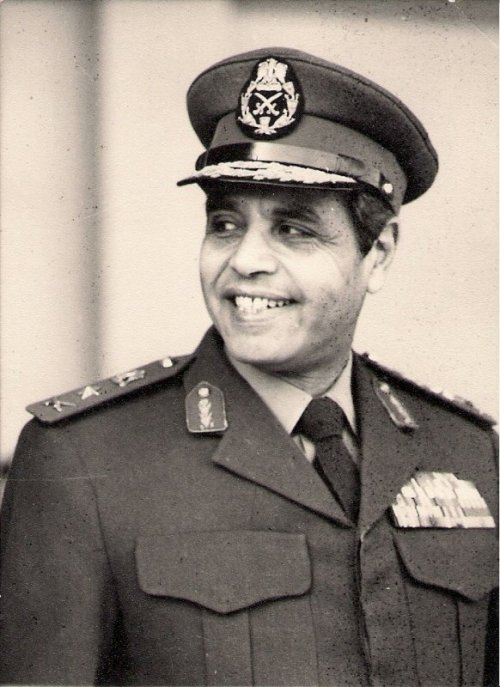
المشير محمد علي فهمي قائد قوات الدفاع الجوي (1969 - 1975)

- فريق / ياسر كمال الطودي (ديسمبر 2023 - حتى الآن)[43]
- فريق / محمد حجازي منازع (ديسمبر 2020 - ديسمبر 2023).[44]
- فريق / علي فهمي (ديسمبر 2016 - ديسمبر 2020).[4]
- فريق / عبد المنعم التراس (أغسطس 2012 - ديسمبر 2016).[45]
- فريق / عبد العزيز سيف الدين (أكتوبر 2005 - أغسطس 2012).[46]
- فريق / سامي عنان (يوليو 2001 - أكتوبر 2005).[47]
- فريق / محمد عبد الحميد الشحات (أبريل 1996 - يوليو 2001).[48]
- فريق / أحمد أبو طالب (أبريل 1993 - أبريل 1996).[49]
- فريق / زاهر عبد الرحمن (ديسمبر 1990 - أبريل 1993).[50]
- فريق / مصطفى الشاذلي (أكتوبر 1987 - ديسمبر 1990).[51]
- فريق / عادل خليل (يناير 1986 - أكتوبر 1987).[52]
- فريق / السيد حمدي (ديسمبر 1979 - يناير 1986).[53]
- فريق / حلمي عفيفي عبد البر (يناير 1975 - ديسمبر 1979).[54]
- فريق / محمد علي فهمي (يونيو 1969 - يناير 1975) قائد قوات الدفاع الجوي في حرب أكتوبر 1973، وشغل منصب رئيس أركان حرب القوات المسلحة عام 1975، ورقي إلى رتبة فريق أول عام 1979 عقب خروجه من القوات المسلحة، ثم إلى رتبة المشير «شرفياً» عام 1993.[55]

## التسليح وأنظمة الدفاع الجوي
تتبع قوات الدفاع الجوي المصري نظام تسليح وتطوير في إطار ممنهج ومنظم وباتباع سياسة متوازنة تهدف إلى رفع الكفاءة القتالية والفنية والإدارية لكافة أنواع الأسلحة والمعدات، فيما تتابع وتراقب كل ما هو جديد في مجال التسليح سواء كان صواريخ أو مدفعية أو رادار أو حرب إلكترونية أو مقذوفات أو معدات أو وسائل استطلاع وإنذار، وتتعاون مع جميع الدول الصديقة في عملية منظومة التسليح والتطوير، بالإضافة إلى الاهتمام بالتصنيع المحلي. وتصب قيادة القوات اهتمامها بالفرد المقاتل وتطويره وتعليمه بأحدث الوسائل ليصل إلى أعلى مستوى في استخدام تلك الأسلحة والمعدات. كما تتعاون قوات الدفاع الجوي مع باقي أفرع وهيئات وأسلحة وإدارات وأجهزة القوات المسلحة، وتنسق بشكل رئيسي ومتكامل مع القوات الجوية وإدارة الحرب الإلكترونية، بهدف تحقيق الحماية الكاملة للمجال الجوي المصري، والانتشار على كل شبر من أرض مصر على كل الاتجاهات.
| المنظومة                          | الأنواع                       | المدى                                                  | بلد الأصل                     | ملاحظات                       |
| بطاريات صواريخ مضادة للطائرات     | بطاريات صواريخ مضادة للطائرات | بطاريات صواريخ مضادة للطائرات                          | بطاريات صواريخ مضادة للطائرات | بطاريات صواريخ مضادة للطائرات |
| --------------------------------- | ----------------------------- | ------------------------------------------------------ | ----------------------------- | ----------------------------- |
| أس-300 في إم"أنتيي-2500"          | جلادياتور "سام 23"            | صواريخ بعيدة المدى                                     | روسيا                         | [ 60 ]                        |
| بوك                               | M1-2 "سام 11" M2 "سام 17"     | صواريخ متوسطة المدى                                    | روسيا                         | [ 61 ] [ 62 ]                 |
| بيتشورا                           | 2M "سام 3"                    | صواريخ متوسطة المدى                                    | روسيا                         | [ 63 ]                        |
| دفينا                             | طائر الصباح "سام 2"           | صواريخ متوسطة المدى                                    | مصر · الاتحاد السوفيتي        | [ 64 ]                        |
| كوب                               | "سام 6"                       | صواريخ متوسطة المدى                                    | الاتحاد السوفيتي              | [ 65 ]                        |
| هوك                               | "سام هوك"                     | صواريخ متوسطة المدى                                    | الولايات المتحدة              | [ 65 ]                        |
| سلامرام                           |                               | صواريخ متوسطة المدى                                    | الولايات المتحدة              | [ 66 ]                        |
| سكاي جارد آمون                    |                               | صواريخ متوسطة وقصيرة المدى                             | مصر                           | [ 67 ]                        |
| تور                               | M1 M2 "سام 15"                | صواريخ قصيرة المدى                                     | روسيا                         | [ 68 ]                        |
| كروتال                            | VT-1                          | صواريخ قصيرة المدى                                     | فرنسا                         | [ 64 ]                        |
| إستريلا 1                         | "سام 9"                       | صواريخ قصيرة المدى                                     | الاتحاد السوفيتي              | [ 69 ]                        |
| شاباريل                           | إم آي إم-72                   | صواريخ قصيرة المدى                                     | الولايات المتحدة              | [ 64 ]                        |
| أفينجر                            |                               | صواريخ قصيرة المدى                                     | الولايات المتحدة              | [ 70 ]                        |
| صواريخ مضادة للطائرات محمولة كتفاً |                               |                                                        |                               |                               |
| إستريلا 2                         | عين الصقر "سام 7"             | صواريخ قصيرة المدى                                     | الاتحاد السوفيتي              | [ 71 ]                        |
| إيغلا                             | "سام 18"                      | صواريخ قصيرة المدى                                     | روسيا                         | [ 72 ]                        |
| ستينغر                            | FIM-92H                       | صواريخ قصيرة المدى                                     | الولايات المتحدة              | [ 73 ]                        |
| مدافع مضادة للطائرات              |                               |                                                        |                               |                               |
| شيلكا                             | ZSU-23-4                      | مدفعية ذاتية الحركة                                    | الاتحاد السوفيتي              | [ 74 ]                        |
| هن                                | ZSU-57-2                      | مدفعية ذاتية الحركة                                    | الاتحاد السوفيتي              | [ 75 ]                        |
| براجا                             | M53/59                        | مدفعية ذاتية الحركة                                    | تشيكوسلوفاكيا                 | [ 76 ]                        |
| فادس                              | M163                          | مدفعية ذاتية الحركة                                    | الولايات المتحدة              | [ 77 ]                        |
| أورليكن                           | M163                          | مدفعية ذاتية الحركة                                    | ألمانيا · سويسرا              | [ 78 ]                        |
| نيل 23                            | Zu-23-2                       | مدفعية مقطورة                                          | مصر · الاتحاد السوفيتي        | [ 65 ] [ 79 ]                 |
| سينا 23                           | Zu-23                         | مدفعية مقطورة                                          | مصر · الاتحاد السوفيتي        | [ 65 ] [ 79 ]                 |
| زد بي يو                          | ZPU-1                         | مدفعية مقطورة                                          | الاتحاد السوفيتي              | [ 80 ]                        |
| كيه إس-30                         | KS-30                         | مدفعية مقطورة                                          | الاتحاد السوفيتي              | [ 81 ]                        |
| كيه إس-19                         | KS-19                         | مدفعية مقطورة                                          | الاتحاد السوفيتي              | [ 82 ]                        |
| الرادارات                         |                               |                                                        |                               |                               |
| ريزونانس - ني                     | RESONANCE-NE                  |                                                        | روسيا                         | [ 83 ]                        |
| إس إن آر-18                       | SNR-75 "Fan Song"             | رادار تحكم وإطلاق                                      | الاتحاد السوفيتي              |                               |
| بي-18                             | P-18 "Spoon Rest-B"           | رادار عالي الترددات ثنائي الأبعاد                      | روسيا                         | [ 65 ]                        |
| سكاي جارد                         | Skyguard                      | رادار لجميع الأحوال الجوية لكشف الارتفاعات المنخفضة    | سويسرا، مصر                   | [ 65 ]                        |
| ايه إن/إم بي كيو-64               | AN/MPQ-64 "Sentinel"          | رادار ثلاثي الأبعاد لتحذير الدفاعات الجوية قصيرة المدى | الولايات المتحدة              | [ 65 ]                        |
| بي في آر-11                       | PRV-11 "Side Net"             | رادار لكشف الارتفاعات                                  | الاتحاد السوفيتي              | [ 65 ]                        |
| بي في آر-9                        | PRV-9 "Thin Skin"             | رادار محمول لكشف الارتفاعات                            | الاتحاد السوفيتي              | [ 65 ]                        |
| بي-40                             | P-40 "Long Track"             | رادار ثلاثي الأبعاد فائق الترددات                      | الاتحاد السوفيتي              | [ 65 ]                        |
| بي-15                             | P-15 "Flat Face"              | رادار ثنائي الأبعاد فائق الترددات                      | الاتحاد السوفيتي              | [ 65 ]                        |
| بي-12                             | P-12 "Spoon Rest"             | رادار ثلاثي الأبعاد عالي الترددات                      | الاتحاد السوفيتي              | [ 65 ]                        |
| ايه إن/تي بي إس-43                | AN/TPS-43                     | رادار بحث متنقل ثلاثي الأبعاد                          | الولايات المتحدة              | [ 65 ]                        |
| ايه إن/تي بي إس-59                | AN/TPS-59                     | رادار بحث متنقل ثلاثي الأبعاد ذو صفيف مسح إلكتروني نشط | الولايات المتحدة              | [ 65 ]                        |
| ايه إن/تي بي إس-63                | AN/TPS-63 "LASS"              | رادار ثلاثي الأبعاد                                    | الولايات المتحدة، مصر         | [ 65 ]                        |
| بي-14                             | P-14 "Tall King"              | رادار ثنائي الأبعاد عالي الترددات                      | الاتحاد السوفيتي              | [ 65 ]                        |
| جيه واي-9                         | JY-9                          | رادار محمول ثلاثي الأبعاد                              | الصين                         | [ 65 ]                        |
| جيه إل جي-43                      | JLG-43                        | رادار ثنائي الأبعاد لكشف الارتفاعات                    | الصين                         | [ 65 ]                        |
| جيه إل جي-40                      | JLG-40                        | رادار ثنائي الأبعاد لكشف الارتفاعات                    | الصين                         | [ 65 ]                        |

### صفقات مستقبلية
| المنظومة                           | الأنواع | المدى                           | بلد الأصل | ملاحظات |
| ---------------------------------- | ------- | ------------------------------- | --------- | --- |
| أس - 400 ترايمف                    |         | صواريخ بعيدة المدى              | روسيا     | [ 84 ] [ 85 ] |
| بانتسير-اس1                        |         | صواريخ متوسطة وقصيرة المدى      | روسيا     | [ 86 ] |
| Buk M3                             |         | سلاح دفاع جوي متوسط المدى       | روسيا     | أرسلت مصر طلباً رسمياً لروسيا لشراء هذه المنظومة المتطورة |
| بانتسير-اس1                        | SM      | سلاح دفاع جوي متوسط وقصير المدى | روسيا     | بدأت المفاوضات لشراء هذه المنظومة وسوف يتم تسليمها عام 2019م |
| فيربا                              |         |                                 | روسيا     | مصر والجزائر والهند أول زبائن دوليين محتملين لمنظومة فيربا للدفاع الجوي، وأكد عدد من خبراء السلاح أن مصر والجزائر والهند هم أول الزبائن الدوليين المحتملين لهذا النظام الذي يتفوق على أنظمة إيغلا الروسي وستينغر الأمريكي. |
| ردار بروتفينك-جي (Protivnik-GE 3D) |         |                                 | روسيا     | [ 83 ] |

## الرتب العسكرية

### رتب الضباط
| رتب ضباط قوات الدفاع الجوي | رتب ضباط قوات الدفاع الجوي | رتب ضباط قوات الدفاع الجوي | رتب ضباط قوات الدفاع الجوي | رتب ضباط قوات الدفاع الجوي | رتب ضباط قوات الدفاع الجوي | رتب ضباط قوات الدفاع الجوي | رتب ضباط قوات الدفاع الجوي | رتب ضباط قوات الدفاع الجوي | رتب ضباط قوات الدفاع الجوي | رتب ضباط قوات الدفاع الجوي |
| فريق أول                   | فريق                       | لواء                       | عميد                       | عقيد                       | مقدم                       | رائد                       | نقيب                       | ملازم أول                  | ملازم                      |                            |
| -------------------------- | -------------------------- | -------------------------- | -------------------------- | -------------------------- | -------------------------- | -------------------------- | -------------------------- | -------------------------- | -------------------------- | -------------------------- |
|                            |                            |                            |                            |                            |                            |                            |                            |                            |                            |                            |

### رتب ضباط الصف والجنود
| رتب ضباط الصف في قوات الدفاع الجوي | رتب ضباط الصف في قوات الدفاع الجوي | رتب ضباط الصف في قوات الدفاع الجوي | الجنود |
| رقيب أول                           | رقيب                               | عريف                               | جندي   |
| ---------------------------------- | ---------------------------------- | ---------------------------------- | ------ |
| —                                  | —                                  | —                                  | —      |

## الزي الرسمي
| القبعات | القبعات | القبعات |
| ضابط    | عميد    | لواء    |
| ------- | ------- | ------- |
|         |         |         |

## القوات في الإعلام
تناول فيلم حائط البطولات دور قوات الدفاع الجوي خلال حرب الاستنزاف وحرب أكتوبر والعمليات المضادة لهجمات الطيران الإسرائيلي على الأهداف العسكرية والمدنية المصرية، وتعرض الفيلم أيضاً لعمليات تطوير القوات، وبطولات أفرادها خلال فترة الحرب.

## معرض صور

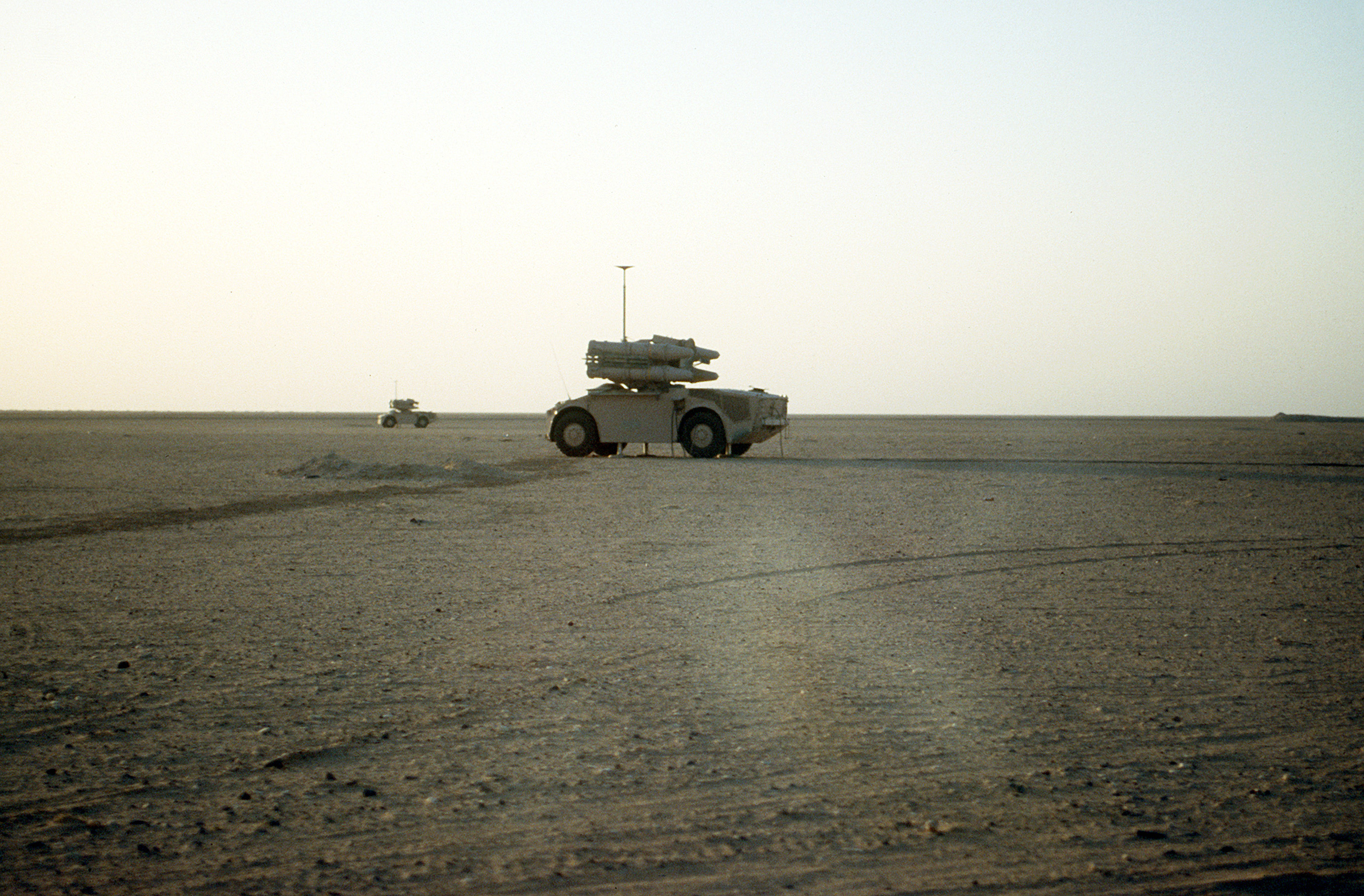
صاروخ كروتال تابع لقوات الدفاع الجوي المصرية خلال عملية درع الصحراء
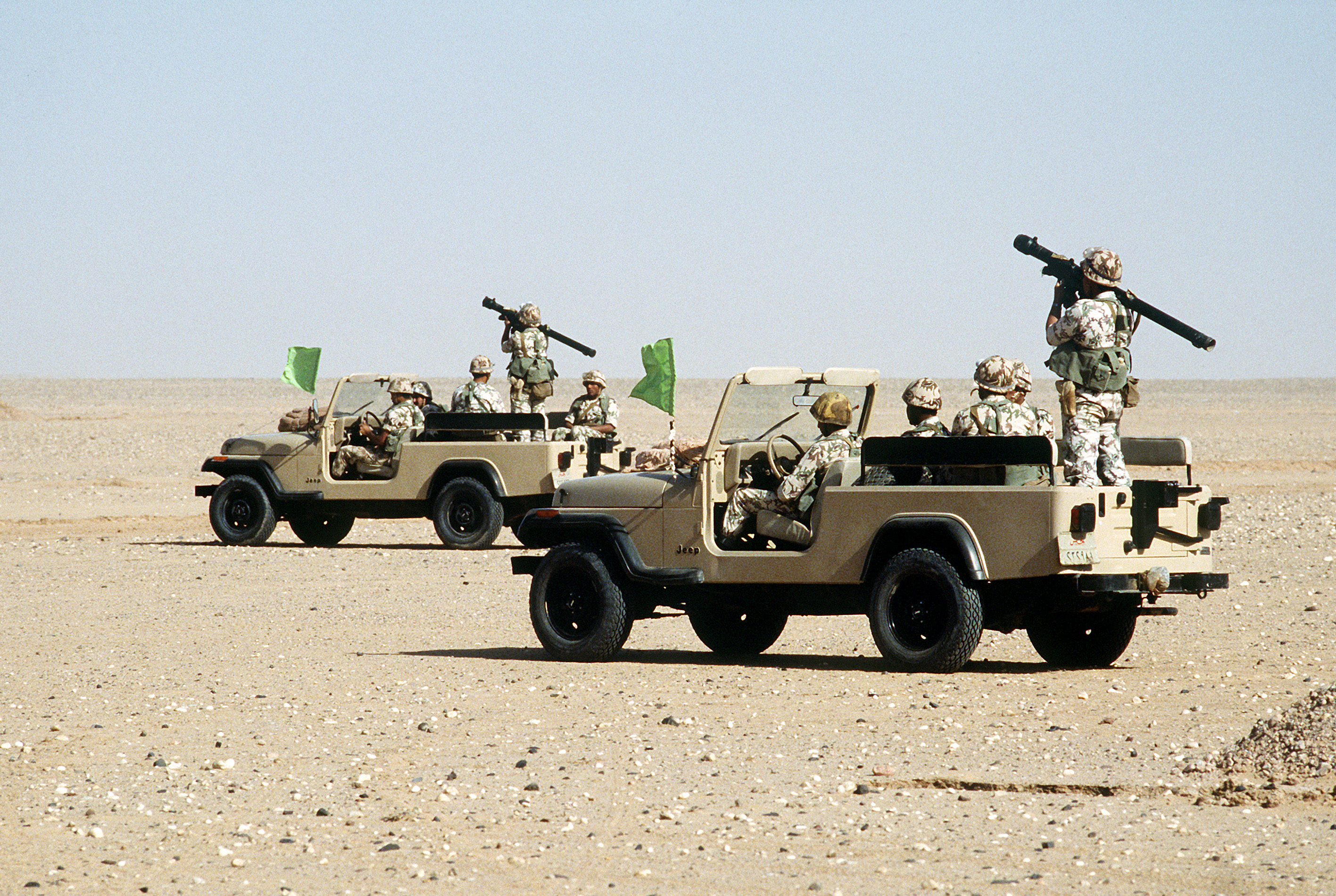
كتيبة مصرية في مركبة جيب مع نظام صواريخ إستريلا 2 خلال عملية درع الصحراء
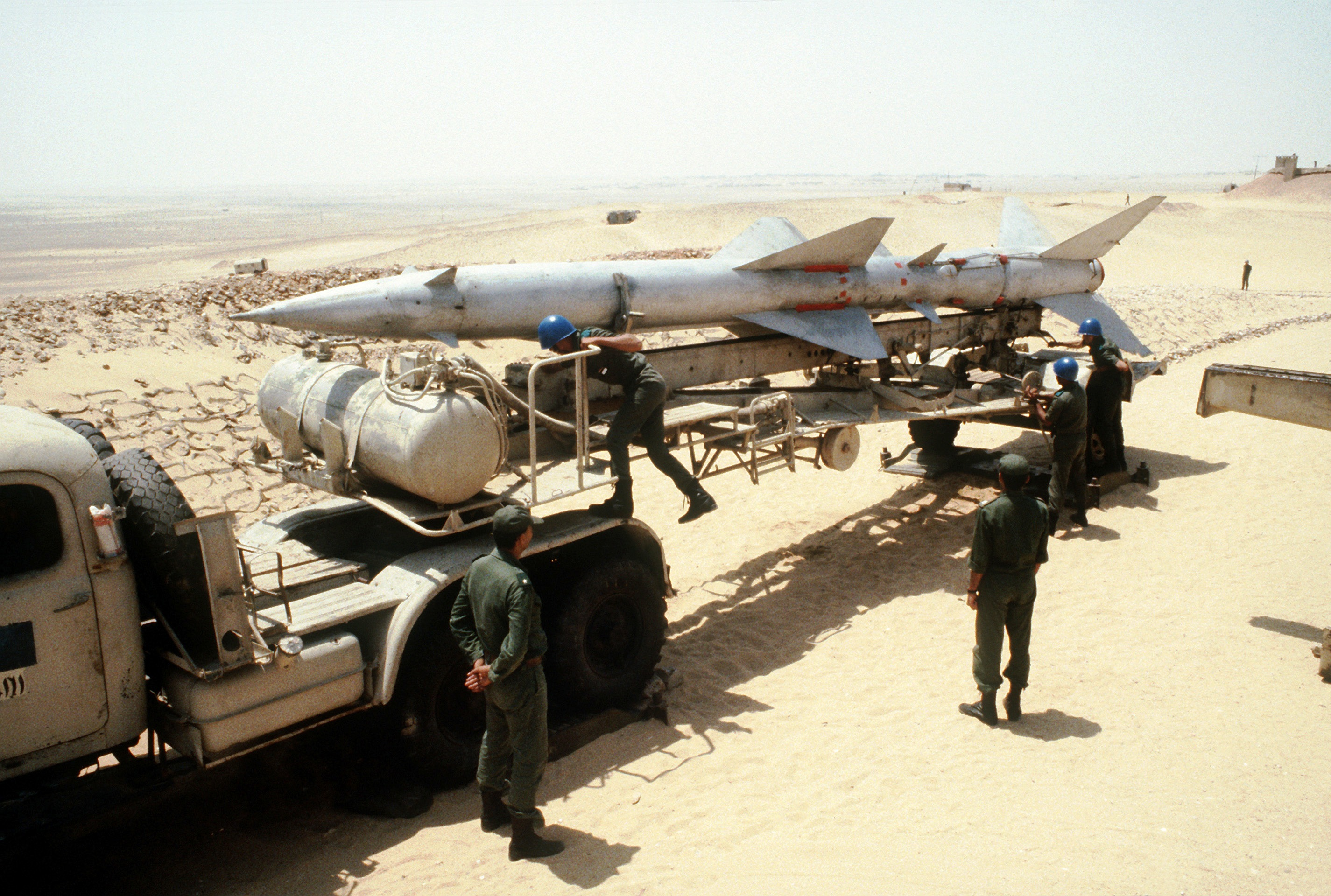
أفراد قوات الدفاع الجوي المصري يقومون بإعداد صاروخ سام-2 لنشرها خلال مناورات النجم الساطع عام 1985
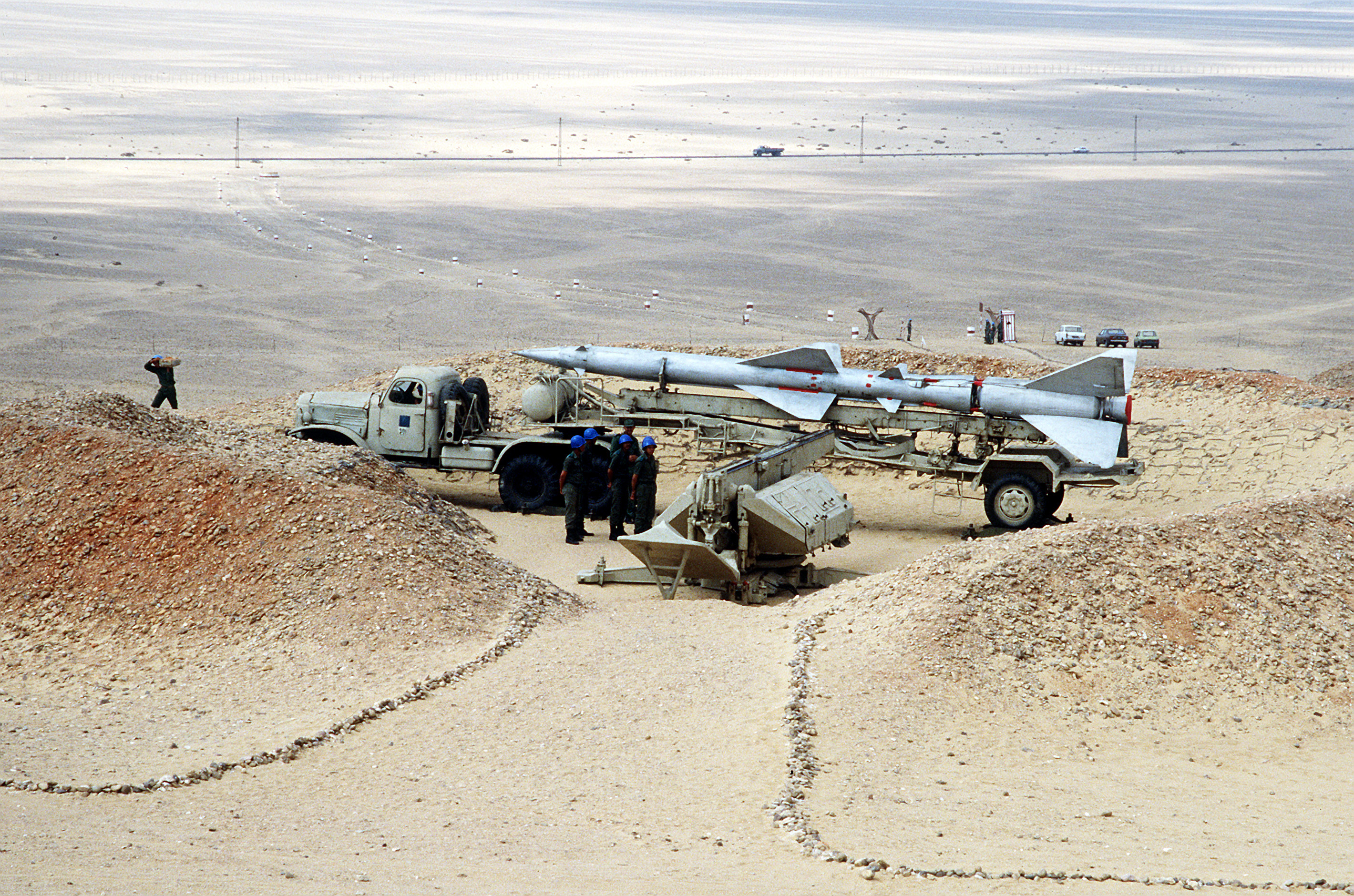
صاروخ سام-2 تابع لقوات الدفاع الجوي خلال مناورات النجم الساطع عام 1985
صاروخ سام-2 تابع لقوات الدفاع الجوي خلال مناورات النجم الساطع عام 1985
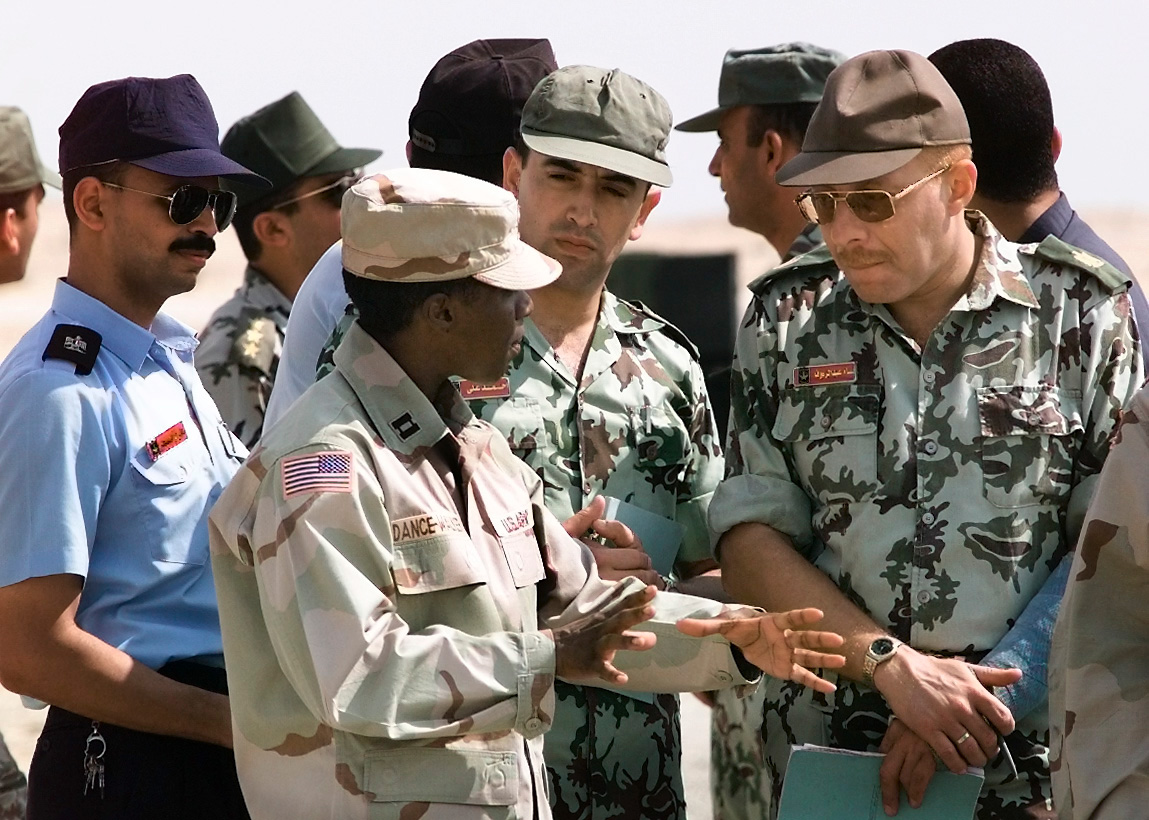
ضابط أمريكي بجوار ضباط دفاع جوي مصريين يخوضون نقاشاً خلال مناورات النجم الساطع عام 1999
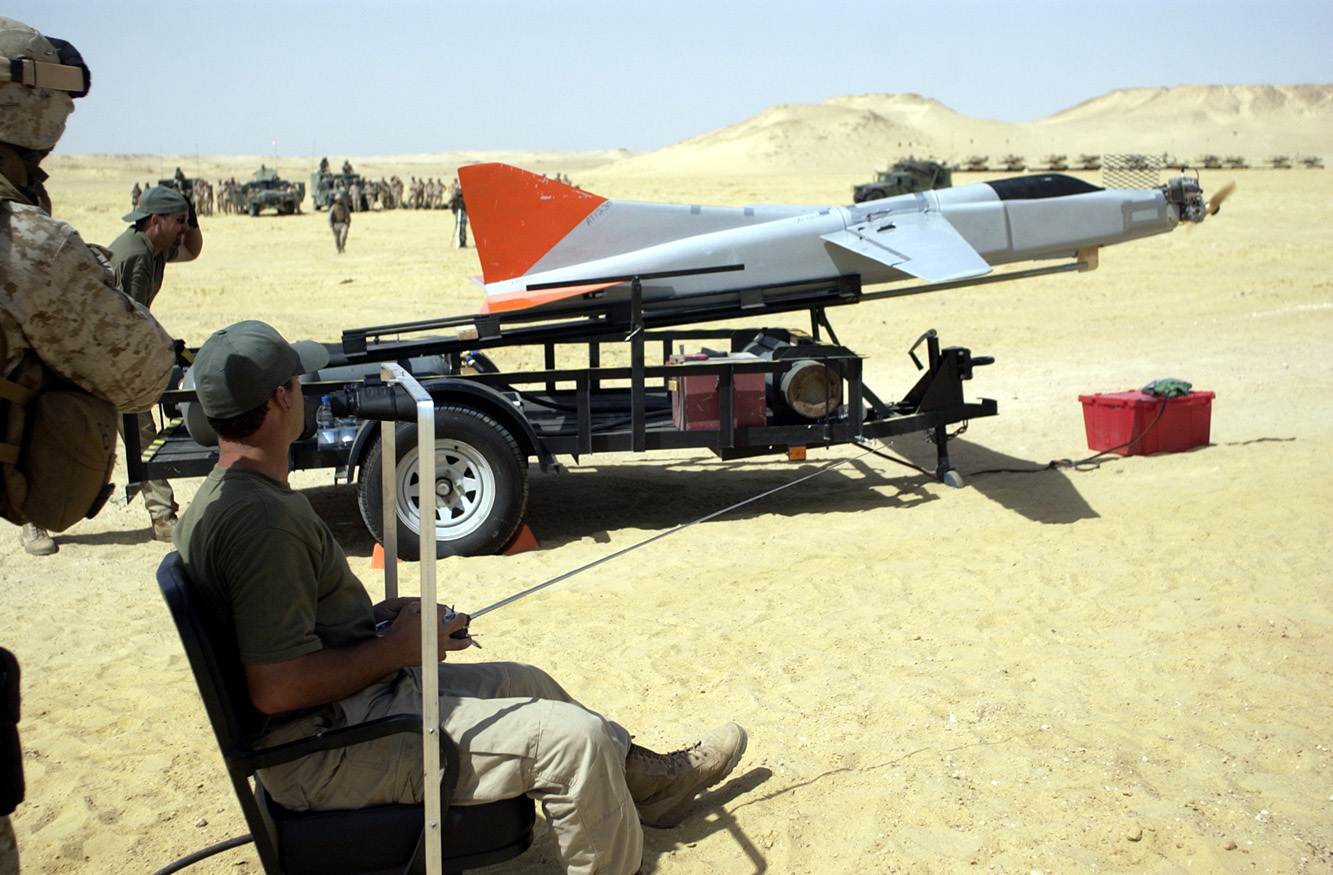
مجموعة من العسكريين المصريين والأمريكيين والهولنديين أثناء تدريب دفاع جوي على الارتفاعات المنخفضة باستخدام هياكل طائرات ميج 23 موجهة بالتحكم عن بعد خلال مناورات النجم الساطع عام 2005
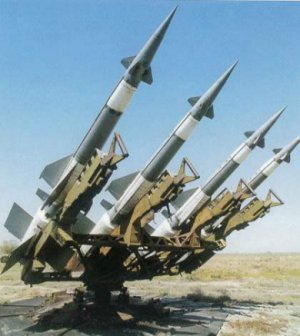
نظام سام 3 مصري
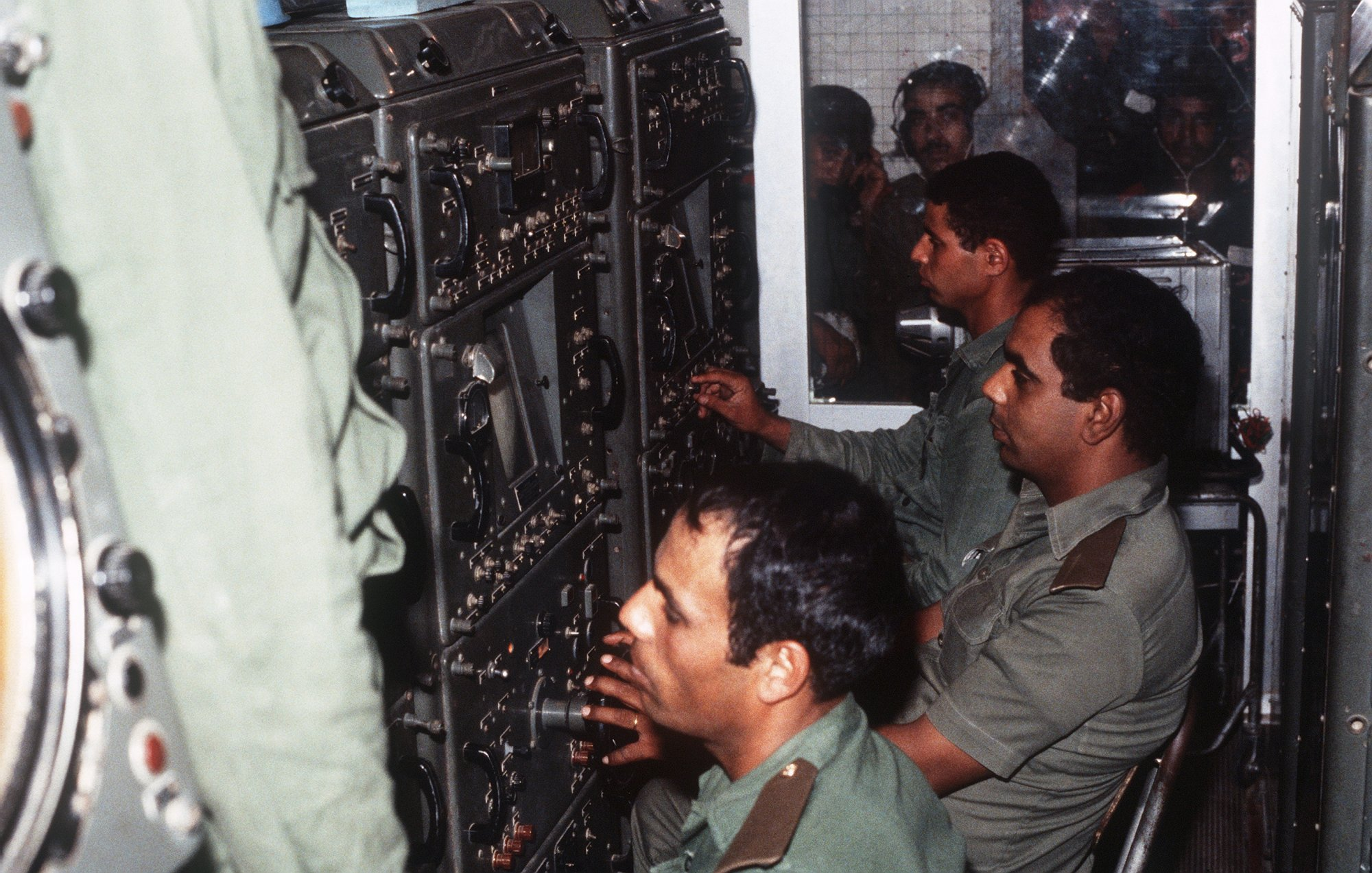
أفراد قوات الدفاع الجوي المصري في داخل إحدى الرادارات المصرية
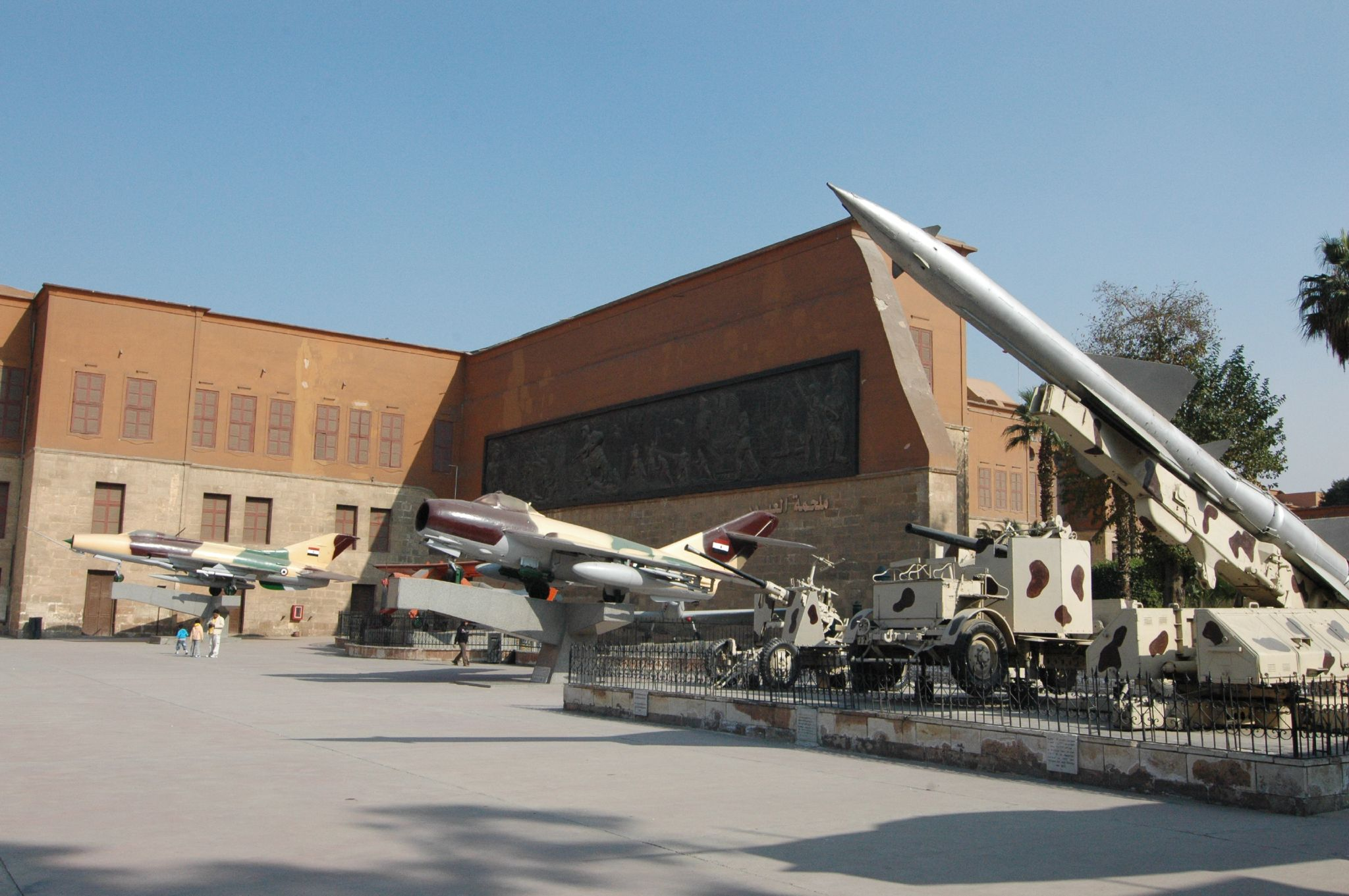
أحد صواريخ الدفاع الجوي بالمتحف الحربي المصري
عربة الدفاع الجوي المضادة للطائرات المحلقة على ارتفاعات منخفضة "سيناء - 23"
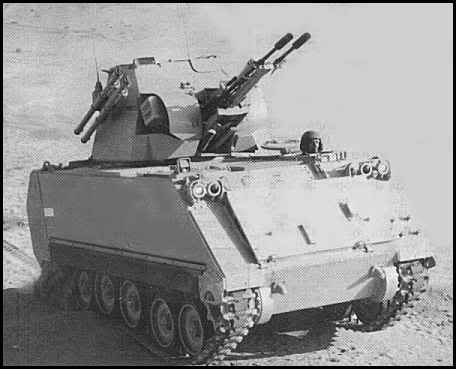
عربة الدفاع الجوي المضادة للطائرات المحلقة على ارتفاعات منخفضة "النيل - 23"